# Cycas aculeata
Cycas aculeata — вид голонасінних рослин класу саговникоподібні (Cycadopsida).
Етимологія: від латинського aculeatus — «колючий», з посиланням на видні шипи на черешках.

## Опис
Стебла деревнисті, 15–18 см діаметром у вузькому місці; 6–23 листків у кроні. Листя темно-зелене, дуже глянцеве або напівглянсове, довжиною 180–250 см. Пилкові шишки вузько-яйцевиді або веретеновиді, довжиною 15–20 см, 4–6 см діаметром.

## Поширення, екологія
Країни поширення: В'єтнам. Цей вид зустрічається в щільних бамбуках, чагарниках і травах, які відростають після вирубки лісів. Вид локально частий на суглинних ґрунтах поверх граніту на крутих схилах.

## Загрози та охорона
Ліси в околицях серйозно постраждали від розпилення гербіцидів під час війни на початку 1970-х років.